# 風見好栄
風見 好栄（かざみ よしえ、1972年〈昭和47年〉5月22日 - ）は、IBC岩手放送のアナウンサー（メディアセンターアナウンス部専任部長）。

## 来歴
茨城県新治郡新治村（現・土浦市）生まれ。聖心女子大学文学部卒業後、1995年、IBC岩手放送入社。2003年4月から産休を取り、（同年4月29日に第一子となる長男を出産）同年12月に職場復帰。現在も数多くの番組に出演している。
デビュー翌年の1996年、テレビ番組「どんchanパラダイス」で神山浩樹、高橋興子（現在は退職）と「ザ ビタミンK」というユニットを結成。「そよ風に乗って」という曲をリリースした。

## 現在の出演番組
2024年1月現在
テレビ
- 岩手日報IBCニュース
- わが町バンザイ（ナレーション、2024年1月）

ラジオ
- 朝からRADIO（金曜担当、2021年4月 ｰ）

## 過去の出演番組
テレビ
- どんchanパラダイス
- 得するタイム
- フレッシュガイド
- ニュースエコー（1999年4月～2002年9月、サブキャスター）
- じゃじゃじゃFriday(ヘルシーお魚倶楽部のコーナー)
- 金曜情報館（MC、金9:55~10:20　2016年4月〜2017年3月）
- じゃじゃじゃTV(2009年～2023年9月30日)

ラジオ
- おはよう朝一番
- イヴニングナビゲーション（木曜・金曜担当）
- ラジオさんさんまる（木曜アシスタント）
- ラジスポ
- 歌って笑って民謡まわり舞台
- ワイドステーション（金曜担当：〜2021年3月、火曜担当：〜2023年9月）
- 福田こうへいのゆっくり行ぐべぇ〜（日09:00~09:15）
- 局名告知（クロージングアナウンス担当）